# Paracentrophyes anurus
Espèce
Paracentrophyes anurus est une espèce de kinorhynches de la famille des Neocentrophyidae.

## Distribution
Cette espèce se rencontre dans le détroit de Corée en mer de Chine orientale.

## Description
Cette espèce mesure 630 µm de long.

## Publication originale
- Sørensen, Pardos, Herranz & Rho, 2010 : New Data on the Genus Paracentrophyes (Homalorhagida, Kinorhyncha), with the Description of a New Species from the West Pacific. The Open Zoology Journal, vol. 3, p. 42-59 (texte original).